# Condorcet (1909)
«Кондорсе» (фр. Condorcet)— эскадренный броненосец военно-морских сил Франции. Третий в серии из 6 единиц («Дантон», «Кондорсе», «Дидро», «Вольтер», «Мирабо», «Верньо»). Назван в честь французского математика маркиза де Кондорсе.

## Служба
Когда в августе 1914 года началась Первая мировая война, «Кондорсе» участвовал в поисках немецкого линейного крейсера «Гебен» и легкого крейсера «Бреслау» в Западном и Центральном Средиземноморье. Позже в том же месяце принял участие в потоплении австро-венгерского крейсера «Зента» в Адриатическом море. Большую часть войны корабль блокировал Проливы Отранто и Дарданеллы, препятствуя выходу немецких, австро-венгерских и турецких военных кораблей в Средиземное море.

### Модернизация

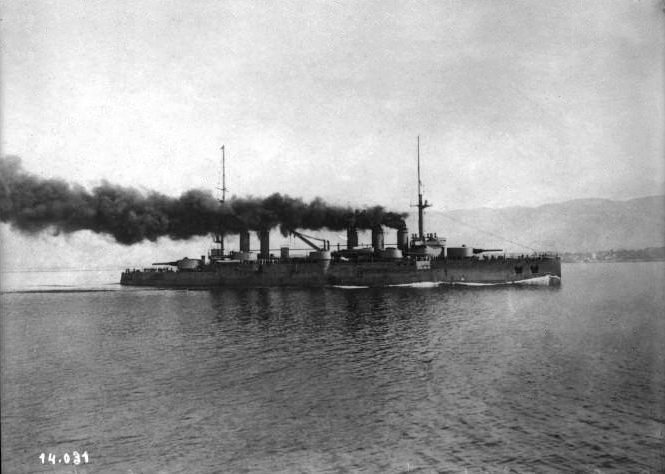
Condorcet под парами

Во время войны на крышах двух передовых 240-миллиметровых орудийных башен корабля были установлены 75 мм зенитные орудия. В течение 1918 года грот-мачта была укорочена, чтобы позволить кораблю управлять воздушным шаром; также было увеличено возвышение 240-миллиметровых пушек, благодаря чему дальность их стрельбы увеличилась до 18 000 метров.

### Дальнейшая служба
После войны броненосец «Кондорсе» был модернизирован в 1923-25 гг и переклассифицирован в учебное судно. В 1931 году судно было преобразовано в жилой блокшив. В ноябре 1942, когда нацистская Германия оккупировала вишистскую Францию, «Кондорсе» был захвачен неповрежденным. Корабль использовался в качестве казармы для матросов военно-морского флота Германии (Kriegsmarine). Корабль был сильно поврежден при бомбежке авиацией союзников в 1944 году, а позже был поднят и разделан на металл к 1949 году.